# Kaiserstraße 171 (Mönchengladbach)

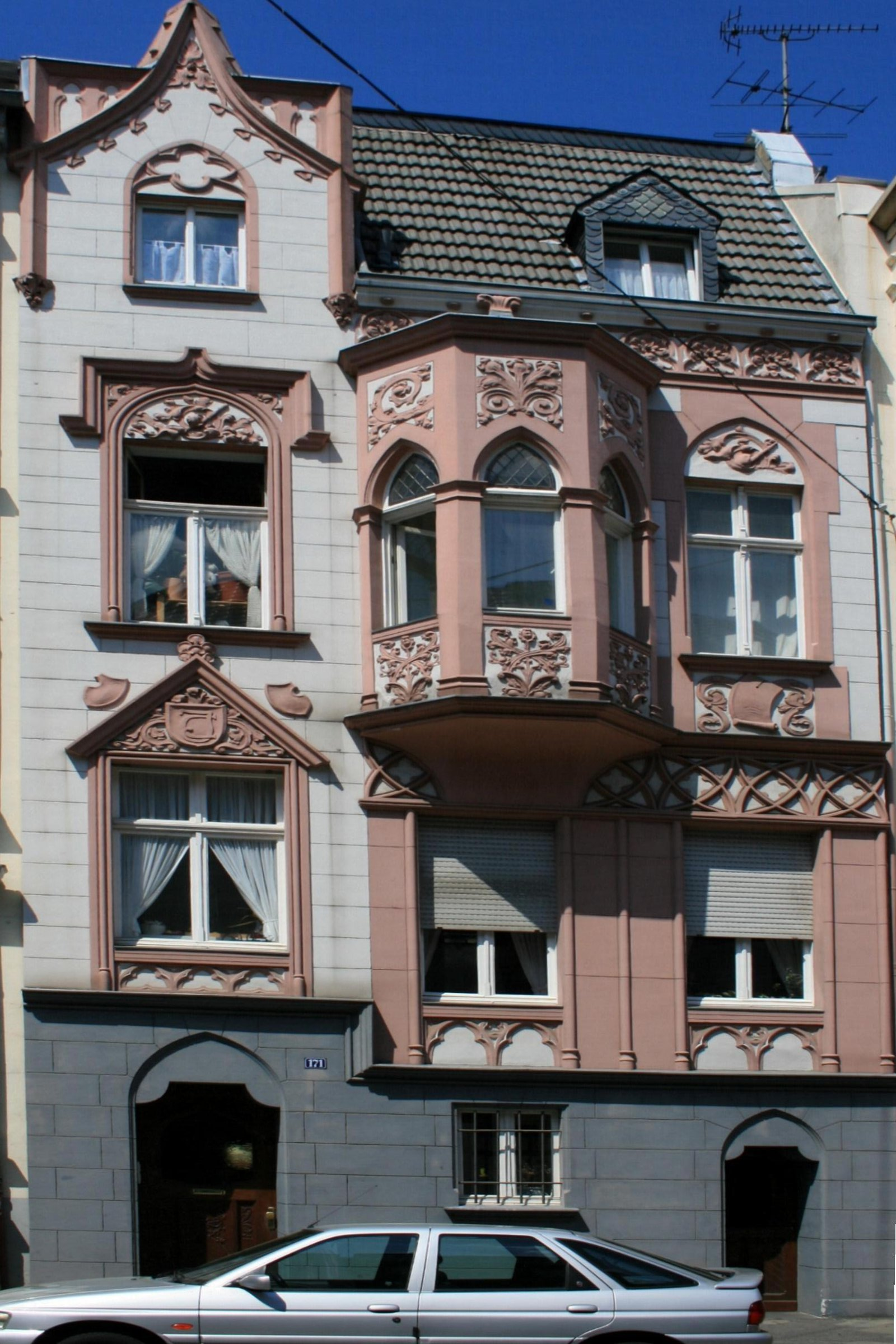
Wohnhaus Kaiserstraße 171 (2010)

Das Wohn-/Geschäftshaus Kaiserstraße 171 steht im Stadtteil Gladbach von Mönchengladbach (Nordrhein-Westfalen).
Das Gebäude wurde nach 1890 erbaut. Es wurde unter Nr. K 018  am 10. Dezember 1985 in die Denkmalliste der Stadt Mönchengladbach eingetragen.

## Architektur
Dreigeschossiges, nicht unterkellertes Einzelwohnhaus von drei Fensterachsen mit ausgebauter Dachmansarde. Das Haus wurde nach 1890 erbaut.
Das Haus gibt sich durch seine Stuckfassade als charakteristisches bürgerliches Wohnhaus aus der Zeit des Historismus zu erkennen und ist als wichtiger Bestandteil einer geschlossenen erhaltenen Baugruppe im Gesamtensemble der Kaiserstraße unbedingt erhaltenswert.